# Vlotterij

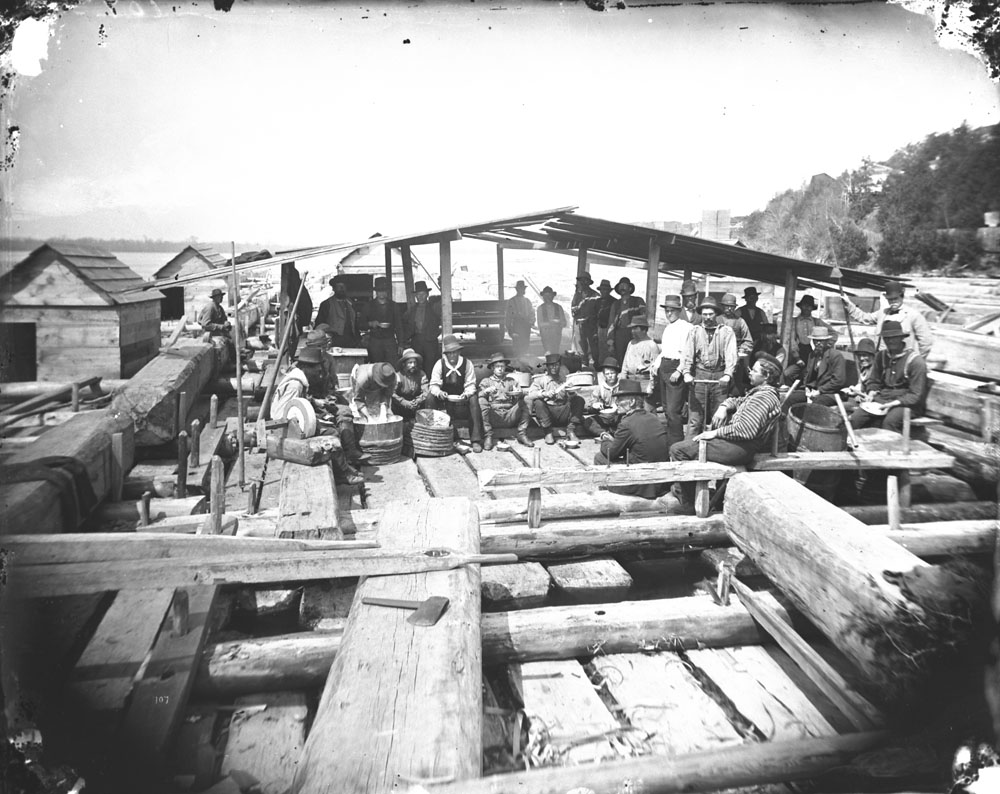
Keuken aan boord van J.R. Booth's vlot, circa 1880. De vlotters kookten, aten en sliepen op deze vlotten terwijl ze stroomafwaarts dreven.

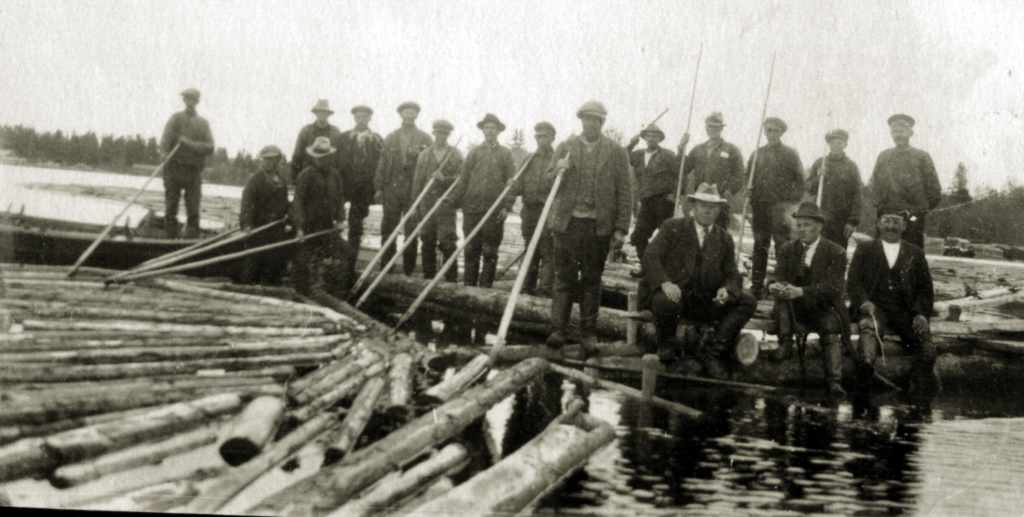
Vlotters in het noorden van Finland in 1930

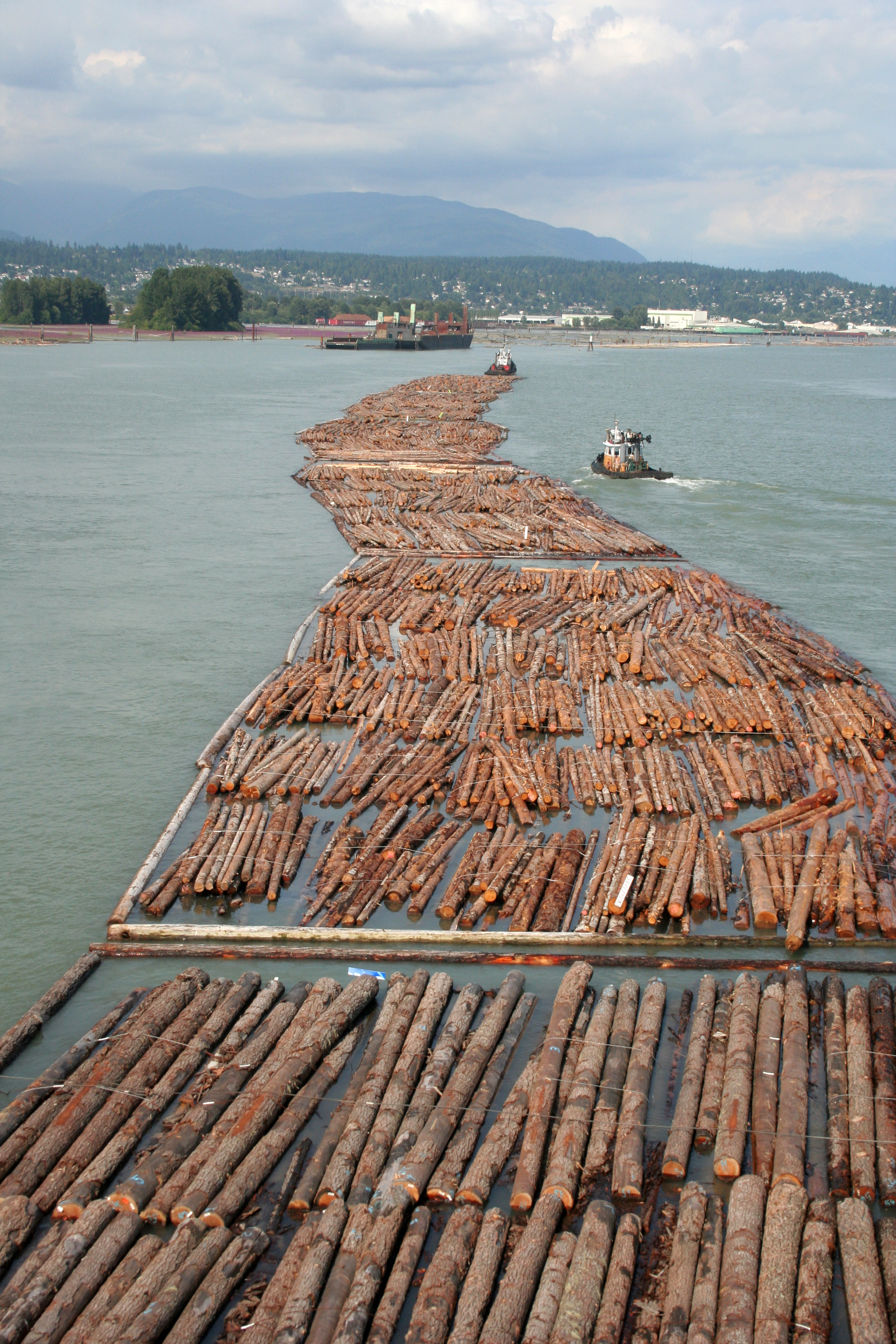
Moderne vlotterij in Vancouver, British Columbia

De vlotterij is een transportvorm voor boomstammen. De boomstammen worden samengebonden tot vlotten en worden in deze vorm over een rivier getransporteerd.
Vlotters konden genieten van relatief goed comfort op de vlotten, hutjes om in te leven, sturen door middel van roeispanen en de mogelijkheid om onderweg te stoppen.
De vlotten werden ook gebruikt voor het transport van personen en goederen.

## Houtvoorziening
Het constructiehout dat sinds de 16e eeuw in het westen van Nederland gebruikt werd, was voor het grootste deel niet uit de Nederlanden afkomstig. Het westen van Nederland was relatief arm aan bos. In West-Nederland nam in de 16e en de eerste helft van de 17e eeuw de bevolking explosief toe en was de houtconsumptie voornamelijk afhankelijk van de toevoer van hout uit Noord-, Oost-, en Centraal-Europa. Een klein deel van de houtbehoefte kon worden bevredigd door hout uit de oostelijke delen van het huidige Nederland. Buitenlands hout was in de 17e en 18e eeuw voornamelijk afkomstig uit Noorwegen, Zweden, Finland, Rusland, Wit-Rusland, Estland, Letland, Litouwen, Polen, Duitsland, Tsjecho-Slowakije, (Noordoost-)Frankrijk, Luxemburg en België.
Het hoogtepunt van de vlotterij was in het midden van de 19e eeuw, toen de industriële revolutie op volle toeren draaide. De uitbreiding van het spoor- en wegennetwerk, de groeiende scheepvaart en de veranderende economie zorgden ervoor dat de vlotterij op vele plaatsen wegviel in het midden van de 20e eeuw, maar ze is nog steeds aanwezig op een paar locaties.

## Transport
Het transport van hout vond plaats over water. Vanuit de gebieden die liggen in het stroomgebied van rivieren die naar Nederland afvloeien, het (zuid)westen van Duitsland, het noordoosten van Frankrijk en waarschijnlijk België en Luxemburg vond het transport naar Nederland plaats aan boord of langszij van schepen en veel per houtvlot. Rivieren waarover vlotten naar Nederland gekomen zijn: de Rijn en zijn armen: Waal/ Merwede, Neder-Rijn/Lek en IJssel, en op kleinere schaal de Maas, Berkel, Buurserbeek /Schipbeek, Oude IJssel, Regge. Vanuit de andere gebieden geschiedde het overzeese deel van het transport naar Nederland per schip. De aanvoer naar de zeehavenplaatsen in de betreffende landen van Noord- en Oost-Europa zal in de meeste gevallen per vlot hebben plaats gevonden. Het transport van hout los in de stroom van een rivier of per vlot, was een techniek die óók in deze landen toegepast is.

## Constructie
De vlotten hadden soms enorme afmetingen, soms tot wel 600 meter lang, 50 meter breed en werden soms tot wel 2 meter hoog gestapeld. Zulke vlotten konden enkele duizenden stammen bevatten. Voor het comfort van de arbeiders – die soms wel met 500 waren – werden de stammen ook soms gebruikt om hutten en keukens mee te maken. Het sturen van de vlotten werd eerst gedaan door roeispanen en later door sleepboten.
De constructie van de vlotten was vaak afhankelijk van de waterloop. Op snelle en rotsige rivieren waren de vlotten vaak kleiner en compacter terwijl op brede en rustige rivieren zoals de Mississippi de vlotten vele malen groter gemaakt konden worden.